# Tadeusz Manteuffel

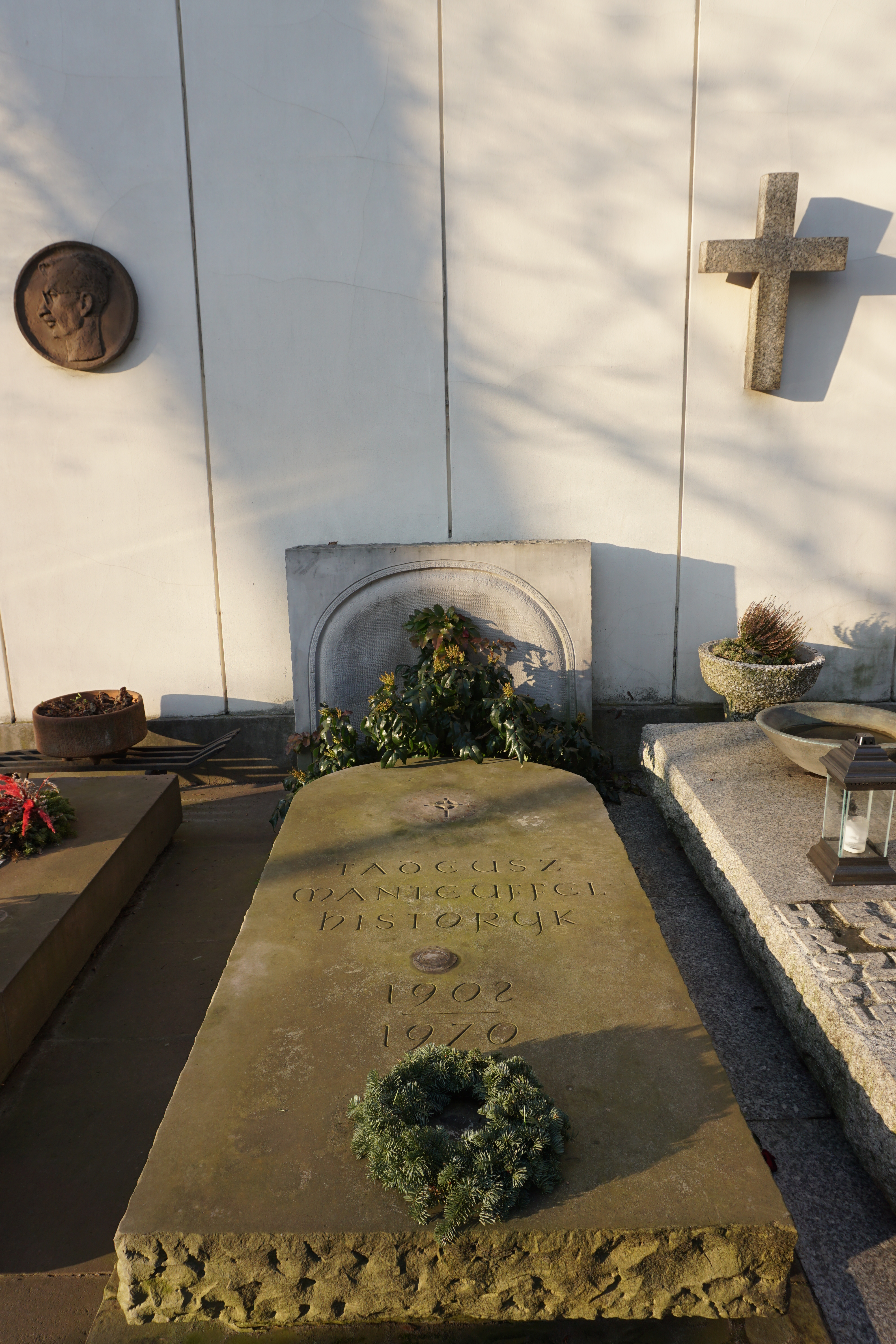
Grób Tadeusza Manteuffla na cmentarzu Powązkowskim w Warszawie

Tadeusz Manteuffel, także Tadeusz Manteuffel-Szoege (ur. 20 lutego?/5 marca 1902 w Rzeżycy, zm. 22 września 1970 w Warszawie) – polski historyk, mediewista, żołnierz Armii Krajowej, twórca i pierwszy dyrektor Instytutu Historii PAN (1953–1968), prezes Polskiego Towarzystwa Historycznego (1950–1953).

## Życiorys
Pochodził z inflanckiej rodziny ziemiańskiej o dolnosaskich korzeniach, osiadłej w XVII w. w Kurlandii, a spolonizowanej i skatolicyzowanej w XIX w. Jego rodzicami byli Leon Jan Józef (1865–1951) i Aniela Tekla Maria z Zielińskich h. Ciołek (1871–1943). Po ojcu odziedziczył uzyskany w Cesarstwie Rosyjskim tytuł barona.
Uczył się w warszawskim gimnazjum Chrzanowskiego (obecnie XVIII Liceum Ogólnokształcące im. Jana Zamoyskiego w Warszawie), później w gimnazjum Macierzy Polskiej w Piotrogrodzie, a następnie w Gimnazjum im. Jana Zamoyskiego w Warszawie, gdzie w 1919 uzyskał maturę.
Wstąpił do Straży Narodowej, gdzie pełnił służbę wartowniczą w bramach zarządu elektrowni na Foksalu i w zajezdni tramwajowej przy ul. Puławskiej. W 1919 rozpoczął studia historyczne na Uniwersytecie Warszawskim. Od lipca do listopada 1920 brał udział jako ochotnik w wojnie polsko-bolszewickiej. Podczas obrony Warszawy stracił prawą rękę. W latach studenckich należał do Stowarzyszenia Katolickiej Młodzieży Akademickiej „Odrodzenie”. 
W 1924 uzyskał na UW doktorat z historii. W latach 1924–1926 wyjechał na zagraniczne stypendia naukowe do Francji, Anglii i do Włoch. W 1925 ukazała się pierwsza jego praca mediewistyczna Polityka unifikacyjna Chlotara II. W 1926 opublikował Ekspansję frankońską na terenie Włoch w VI i VII w. W 1929–1930 przebywał na stypendium Funduszu Kultury Narodowej na uniwersytetach w Paryżu i Heidelbergu. W 1931 po opublikowaniu pracy habilitacyjnej Teoria ustroju feudalnego według Consuetudines Feudorum XII–XIII uzyskał na Uniwersytecie Warszawskim stopień docenta. 
15 października 1921 podjął pracę w Archiwum Oświecenia (od 1936 Archiwum Oświecenia Publicznego), gdzie pracował nad inwentaryzacją akt, głównie XIX-wiecznych. Był asystentem prowizorycznym, od 1926 etatowym. W 1929 awansował na stanowisko archiwisty, a w 1939 – kustosza. Zastępował dyrektora Wincentego Łopacińskiego podczas jego nieobecności. W czerwcu 1939 został szefem archiwum, które uległo zniszczeniu w rezultacie ostrzału Warszawy podczas obrony Warszawy we wrześniu 1939, do czego przyczyniło się pozostawienie go bez opieki pracowników. Sporządził relację o archiwum, która spłonęła w powstaniu warszawskim, a później kolejną, opublikowaną w 1956.
Po zniszczeniu Archiwum Oświecenia rozpoczął od listopada 1939 pracę w Archiwum Akt Nowych, przeniesionym przez Niemców do gmachu Szkoły Głównej Handlowej przy ul. Rakowieckiej, jako faktyczny zastępca dyrektora Józefa Stojanowskiego. W 1940 wstąpił do Związku Walki Zbrojnej, przekształconego w 1942 w AK. Był współpracownikiem Biura Informacji i Propagandy, pełnił m.in. funkcję zastępcy redaktora Wiadomości Polskich. W czasie okupacji organizował również tajne nauczanie.
1 września 1945 został nadzwyczajnym profesorem kontraktowym w Katedrze Historii Powszechnej Średniowiecznej i kierownikiem Instytutu Historycznego UW. Tę ostatnią funkcję sprawował przez dziesięć lat do 1955. 11 maja 1945 reaktywował Towarzystwo Miłośników Historii. W latach 1948–1950 był dziekanem Wydziału Humanistycznego UW, a w latach 1951–1953 prorektorem UW.
W 1951 był jednym z organizatorów I Kongresu Nauki Polskiej, na którym został powołany na członka Komisji Organizacyjnej Polskiej Akademii Nauk. Współredagował referat Żanny Kormanowej, która w imieniu całego środowiska naukowego deklarowała gotowość uczonych, by nauka historyczna odegrała doniosłą rolę w ogólnym planie ideologicznej ofensywy socjalizmu w Polsce. Pierwsza Konferencja Metodologiczna Historyków Polskich w Otwocku na przełomie 1951/1952 zakończyła się sukcesem środowiska starych kadr akademickich, któremu przewodził, w zdobyciu zaufania partii kosztem rodzimych marksistów, dążących do upolitycznienia nauk historycznych.
W 1952 po osobistej interwencji na czele grupy historyków w Belwederze u prezydenta Bolesława Bieruta (a także po wyraźnej prośbie Borisa Griekowa na spotkaniu z władzami Polskiej Zjednoczonej Partii Robotniczej) został w miejsce pierwotnej kandydatki, przedwojennej marksistki Natalii Gąsiorowskiej, mianowany dyrektorem powstającego Instytutu Historii PAN, który obecnie nosi jego imię. Nie był członkiem PZPR, a do jego otoczenia należał jezuita o. Józef Wieteska, historyk i słuchacz jego seminarium, którego pozycję porównywał żartobliwie do ludzi sprawujących nad nim pieczę ideologiczną z ramienia partii. Pod jego zarządem Instytut Historii PAN kompletował kadrę zatrudniając ludzi usuniętych z uniwersytetów pod naciskiem partii lub Związku Młodzieży Polskiej, a po 1956 zwolnionych z więzień.
W 1952 r. został członkiem korespondentem, a w 1958 r. członkiem rzeczywistym PAN. Był także członkiem Rady Redakcyjnej „Przeglądu Historycznego”. Od 1953 do śmierci pełnił funkcję przewodniczącego Rady Archiwalnej przy Naczelnym Dyrektorze Archiwów Państwowych.
Pochowany na cmentarzu Powązkowskim w Warszawie (aleja zasłużonych-1-149).

## Poglądy
Nie reprezentował nigdy lewicowych przekonań politycznych, zgodnie z przekazem rodzinnym poważał jednak osoby „wierne [lewicowym] poglądom”. Pomimo młodzieńczego zaangażowania w ruch katolicki w powojennej rozmowie z Tazbirem określił się jako agnostyk w sprawach wyznaniowych. 

## Życie prywatne
Jego braćmi byli chirurg Leon Manteuffel-Szoege i artysta-grafik Edward Manteuffel-Szoege, zamordowany w Katyniu. Od 1932 r. był mężem historyczki Marii z d. Heurich, córki architekta Jana Fryderyka Heuricha, mieli dwie córki: Annę (ur. 1939, historyczkę sztuki, żonę historyka Tomasza Szaroty) i Małgorzatę (ur. 1944, dr hab. nauk biologicznych, biochemiczkę, Cymborowską po mężu Bronisławie).

## Uczniowie
Wśród jego uczniów byli m.in.: Danuta Borawska, Czesław Deptuła, Jerzy Dowiat, Józef Płocha, Edward Potkowski, Julia Tazbir, Stanisław Trawkowski i Andrzej Wyczański.

## Główne prace
- Średniowiecze powszechne do schyłku XV wieku. Próba syntezy (1958)
- Narodziny herezji. Wyznawcy dobrowolnego ubóstwa w średniowieczu (1963, wyd. II 1964; przekład francuski 1970, przekład włoski 1975)
- Historia powszechna. Średniowiecze (1965, wyd. II 1968, wyd. III 1975)
- Kultura Europy średniowiecznej (1974)
- Historyk wobec historii. Rozprawy nieznane, pisma drobne, wspomnienia (1976)
- The Formation of the Polish State: The Period of Ducal Rule 963–1194 (1982; przekład angielski pracy zawartej w tomie Historyk wobec historii)

## Ordery i odznaczenia
- Order Sztandaru Pracy II klasy (22 lipca 1951)[26]
- Krzyż Komandorski Orderu Odrodzenia Polski (16 lipca 1954)[27]
- Krzyż Kawalerski Orderu Odrodzenia Polski (22 lipca 1950)[28]
- Złoty Krzyż Zasługi (10 listopada 1933)[29]
- Złota odznaka związkowa Związku Zawodowego Nauczycielstwa Polskiego (1955)[30]

## Upamiętnienie

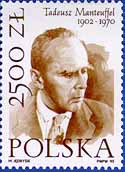
Tadeusz Manteuffel na znaczku pocztowym

W 1982 roku jego imieniem została nazwana ulica na Gocławiu w Warszawie. W 1992 roku, w dziewięćdziesiątą rocznicę urodzin Manteuffela, Poczta Polska wyemitowała znaczek z jego podobizną.